# Mikaela Banes
Mikaela Banes è un personaggio immaginario della serie di film Transformers, basata sui personaggi dell'omonima linea di giocattoli. È interpretata da Megan Fox nel primo e nel secondo film, e doppiata in italiano da Alessia Amendola.
Nella serie è la deuteragonista umana, compagna di scuola e primo interesse amoroso del protagonista Sam Witwicky. Addestrata nella riparazione delle auto grazie a suo padre, Mikaela è una criminale pentita ed ex ladra di auto, nonché alleata degli Autobot, il tutto mentre si avvicina a Sam e fa la sua parte per aiutare a salvare il mondo dai Decepticon e Megatron.

## Biografia del personaggio
Mikaela ha imparato a riparare le auto da suo padre, un ladro di auto veterano che presumibilmente è diventato single da tempo. Quando non riusciva a trovare una baby sitter, portava con sé la piccola Mikaela, e lei ha imparato a praticare la meccanica e a rubare le auto. Alla fine, il padre di Mikaela è stato arrestato e lei si è guadagnata una fedina penale per essersi rifiutata di denunciare il padre alle autorità. Ha nascosto le sue conoscenze automobilistiche ai suoi fidanzati, per paura che si sentissero insicuri con una ragazza che ne sa più di loro sulle auto.
Nel primo film, Mikaela, diversa dalle altre compagne di scuola per la sua bellezza eccezionale, ma anche riservata e con un'intelligenza acuta, è inizialmente in coppia con il compagno di classe e giocatore di football Trent DeMarco. Tuttavia, dopo un battibecco con lui, lo lascia poiché la tratta come una moglie trofeo. Sam Witwicky, suo compagno di scuola fin dalla prima elementare che ha una cotta per lei, le offre un passaggio a casa e lei accetta. Quando l'auto di Sam ebbe un problema con il motore, Mikaela la ispeziona e rimane colpita dalle varie modifiche nel vano motore. Anche Sam rimane sorpreso dalla sua conoscenza delle auto, e quando le viene chiesto perché tiene segreta la sua competenza meccanica, risponde che ai ragazzi non piace quando una ragazza ne sa più di loro sulle auto. Dopo che Sam l'ha riaccompagnata a casa, Mikaela gli chiede se pensava che fosse superficiale, con Sam che risponde goffamente, pensando che c'è più di quanto si vede in lei.
Il giorno dopo, assiste con Sam alla trasformazione di Bumblebee, un membro dei Autobot che si è camuffato in una Chevrolet Camaro del 1976. Quando critica le cattive condizioni della modalità veicolo di Bumblebee, facendogli scansionare una Camaro Concept del 2007 di passaggio e trasformarsi nello stesso modello, ne rimane colpita dal risultato. Poi prende parte alla battaglia contro i Decepticon a Mission City, aiutando un Bumblebee gravemente ferito a combattere, agganciandolo a un carro attrezzi e guidando in retromarcia, permettendo a Bumblebee di tornare in battaglia ed eliminare il Decepticon Brawl. Dopo la battaglia, lei e Sam iniziano a frequentarsi.
Due anni dopo, suo padre è stato rilasciato dalla prigione e lavorano entrambi in un'officina di riparazione di motociclette. Inoltre, Mikaela porta avanti la sua relazione con Sam, nonostante sia frustrata dall'incapacità di Sam di ammettere di amarla. Mentre questi sta partendo per il college, le affida un frammento dell'Allspark, che ha trovato nella giacca che indossava quando ha ucciso Megatron. Mikaela nasconde il frammento in una cassaforte nell'officina di suo padre, pedinata dal Decepticon spia Wheelie, che è intenzionato a recuperare il frammento, ma Mikaela lo cattura e lo interroga. Dopo essere andata a informare Sam, Mikaela lo salva dal Decepticon camuffatasi in una studentessa di nome Alice (uccidendo questi investendolo con un'auto), solo per essere catturata da Grindor e portata da Megatron, recentemente resuscitato. Salvati da Optimus Prime, Mikaela, Sam e il suo compagno di stanza Leo scappano. Su raccomandazione di Leo, cercano aiuto da un uomo che gestisce un sito web di cospirazione sui robot. In seguito si scopre che è l'agente Simmons. In seguito Simmons e Wheelie li conducono da Jetfire, che usa un portale spaziotemporale per trasportare il gruppo in Egitto, dove cercano un oggetto noto come "Matrice". Lì, gli Autobot e i loro alleati combattono i Decepticon e i Caduti. Terribilmente sconvolta quando Sam muore apparentemente, Mikaela ammette finalmente di amare Sam e lo implorò di tornare con lei. Sam viene rianimato e finalmente le dice che la ama, per poi resuscitare con successo Optimus Prime. Sopravvissuta alla battaglia con i Caduti, Mikaela viene baciata da Sam prima di tornare al college.
Mikaela non appare nel terzo film a causa del licenziamento di Megan Fox, e la sua esclusione nel film è stata accolta da polemiche. Sebbene sia stato menzionato che lei e Sam si sono lasciati, Mikaela non viene mai menzionata per nome nel film. Nonostante questo, una foto di Mikaela appare sulla cassettiera di Sam.

## Caratterizzazione

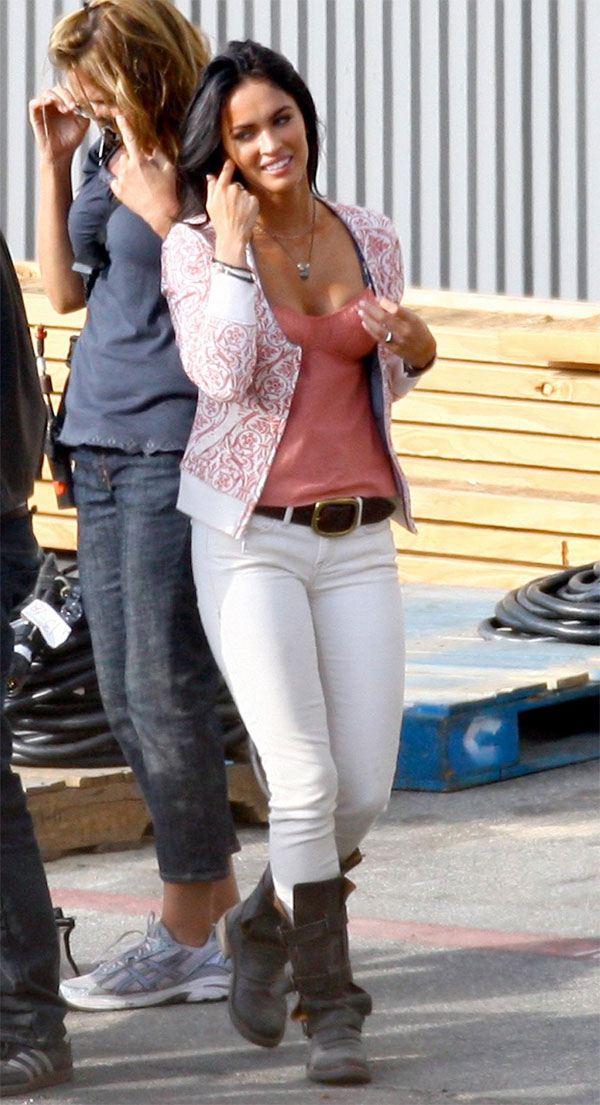
Megan Fox, interprete di Mikaela, sul set di Transformers - La vendetta del caduto.

È descritta come una bellissima adolescente con la pelle chiara, gli occhi azzurri e i capelli neri. Ritratta come dura e sexy ma più profonda di quanto possa inizialmente apparire, Mikaela non ama essere vista come un premio né essere trattata con sufficienza dagli uomini con cui interagisce. È anche un'abile meccanica e guidatrice, avendo ereditato le competenze del padre, un ladro di auto in libertà vigilata, il che la rende diversa dalle donne della sua età. Stringendo amicizia con Sam Witwicky, dimostra sentimenti di tenerezza e un temperamento consenziente verso Bumblebee, legando questi, gravemente ferito, a un carro attrezzi durante la battaglia finale. Si dimostra nel complesso introversa, attenta, intelligente, romantica, dolce, premurosa, atletica, determinata, audace, coraggiosa e indipendente, caratterizzata da una passione per la riparazione delle auto.
La rappresentazione del personaggio è stata descritta dalla rivista online Inverse nel seguente paragrafo: "Come interesse amoroso Mikaela Banes, è l'incarnazione della ragazza popolare molto prima che diventasse una cosa autentica".
La stessa Megan Fox ha descritto il suo personaggio, una ragazza delle superiori che scopre una razza di robot e aiuta a salvare il mondo, come una Angelina Jolie adolescente.
L'interpretazione del personaggio portò Megan Fox allo status di celebrità, e si diceva che avesse una chimica palpabile con Shia LaBeouf sullo schermo. Mikaela Banes è nota per non essere una "damigella in pericolo"; secondo Hindustan Times, il fatto che non dovesse essere salvata aggiungeva realismo al personaggio di Sam, mentre allo stesso tempo rafforzava quello di Mikaela.